# Actinocheita filicina
Actinocheita filicina là một loài thực vật có hoa trong họ Đào lộn hột. Loài này được (DC.) F.A.Barkley mô tả khoa học đầu tiên năm 1937.